# Carpentum

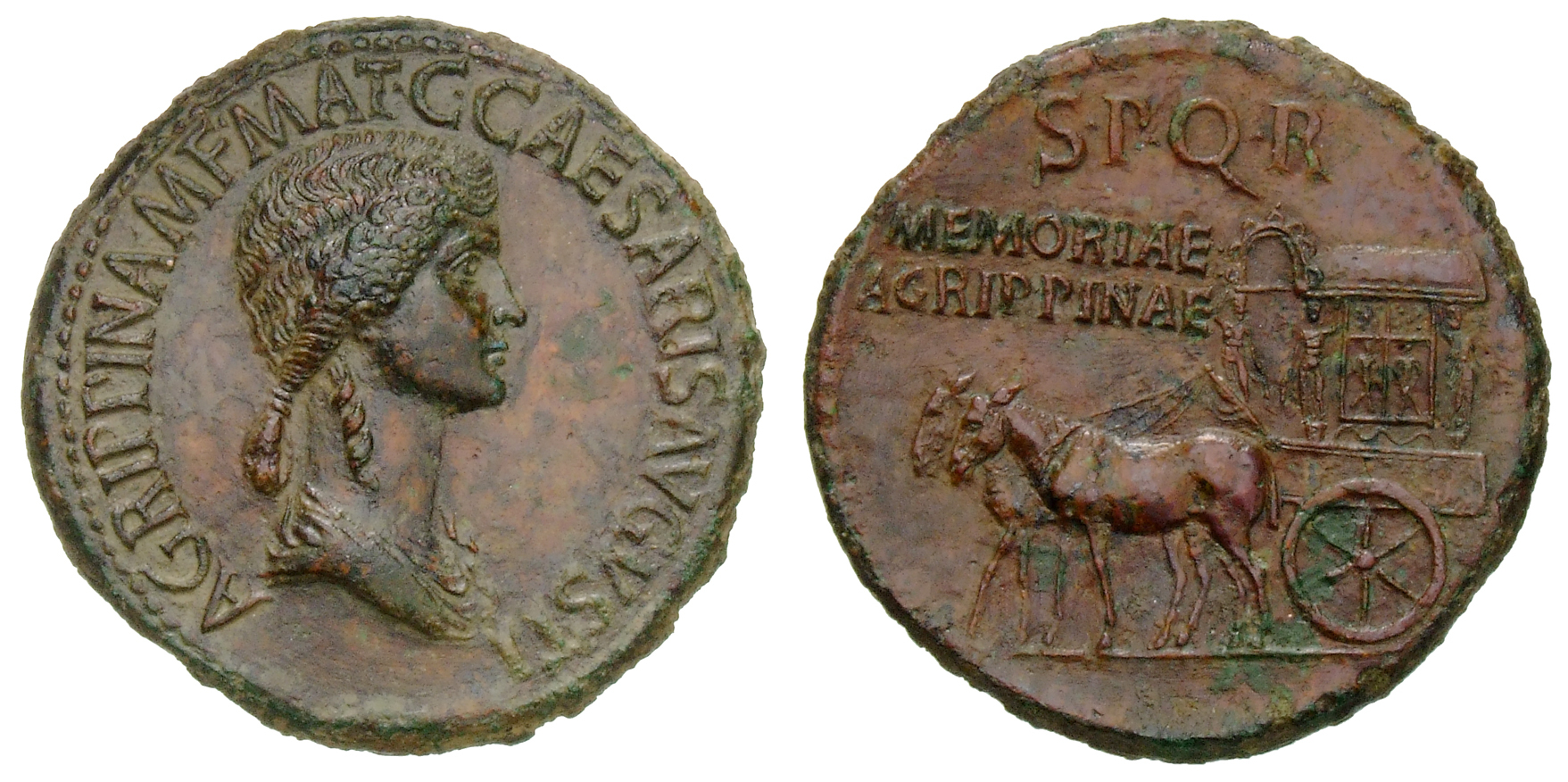
Sesterz des Kaisers Caligula (regierte 37–41 n. Chr.) zum Andenken an seine Mutter Agrippina die Ältere; auf der Rückseite ein carpentum als Leichenwagen

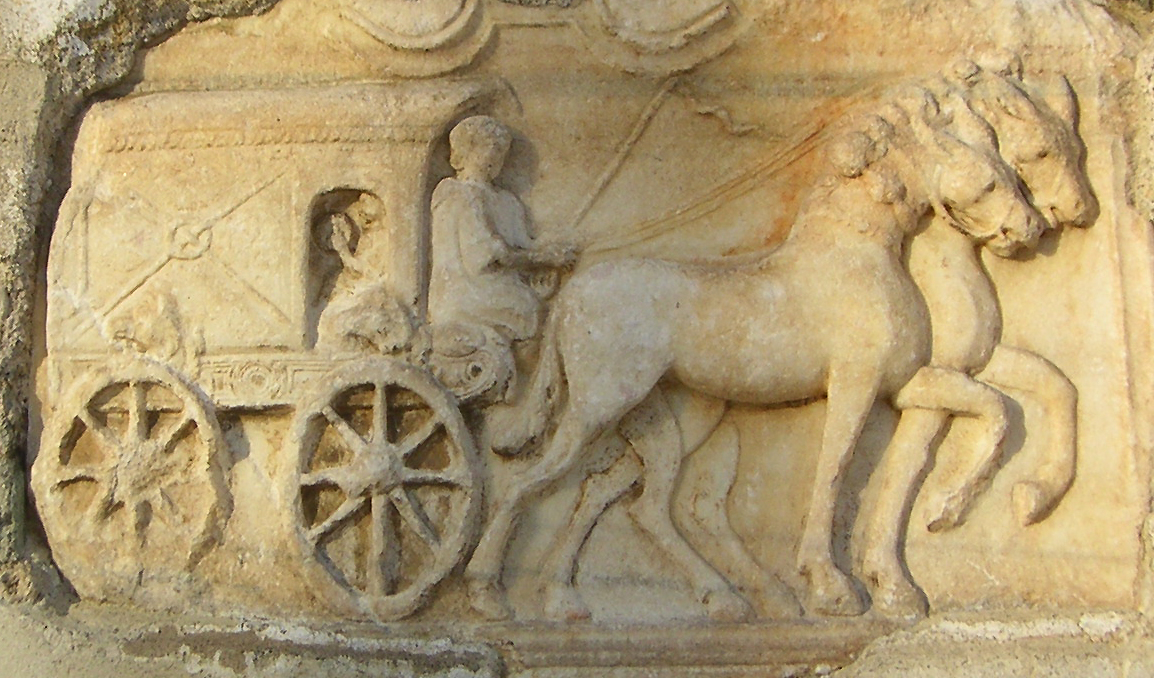
Carpentum mit vier Rädern und Pferden

Carpentum (lateinisch) ist der Name für zweirädrige, selten auch vierrädrige, gedeckte Wagen, die im ganzen Römischen Reich schon um 500 vor Christus benutzt wurden.
Innerhalb der Mauern in Rom durften während der Römischen Republik in der Regel keine Fuhrwerke benutzt werden. Dieses Privileg wurde nur wenigen zugestanden, meist hoch gestellten Damen. Die in der Stadt Rom verwendeten Wagen hatten daher typischerweise den Charakter von Staatskarossen, waren reich geschmückt und wurden zu festlichen Gelegenheiten benutzt. Insbesondere wurde dieses Vorrecht den Angehörigen des Kaiserhauses gewährt.
Das Carpentum tritt auch auf der Rückseite vieler Münzen auf, die auf der Vorderseite das Antlitz der bevorrechteten Frauen tragen. Erst im 3. Jahrhundert wurde das Recht, den Wagen in der Stadt zu benutzen, den höchsten Beamten gewährt.